# 燕麦草
燕麦草（学名：Arrhenatherum elatius）是一种禾本科植物。这种植物原产欧洲和地中海一带。现各国引种栽培。中国华北及西北许多农牧场也有引种栽培。50年代引入湖南、湖北、四川、贵州等省栽培。